# Amphoe Phutthaisong
Amphoe Phutthaisong (thaï : พุทไธสง) est un amphoe de la province de Buriram.